# 波勒恩
波勒恩是瑞士的城鎮，位於該國中西部，由伯恩州負責管轄，面積9.89平方公里，四成土地是森林，海拔高度710米，2011年人口273，人口密度每平方公里28人。

## 外部連結
- Official Website of the municipality of Pohlern in German;
- Homepage of municipality （页面存档备份，存于） in German;